# Osterwieck
Osterwieck est une ville allemande de l'arrondissement de Harz, dans le Land de Saxe-Anhalt.

## Géographie
Osterwieck se situe sur la rive droite de l'Ilse au nord du Harz, près de la frontière avec la Basse-Saxe. La ville est reliée à la Bundesautobahn 395.
Le 1er janvier 2010, les sept communes de la Verwaltungsgemeinschaft Osterwieck-Fallstein Aue-Fallstein, Berßel, Bühne, Lüttgenrode, Rhoden, Schauen, Wülperode décident de fusionner avec la ville d'Osterwieck.
| Schladen-Werla Börßum | Hedeper Roklum Winnigstedt Gevensleben | Beierstedt  |
| Goslar                | Osterwieck                             | Huy         |
|                       | Nordharz                               | Halberstadt |

## Histoire

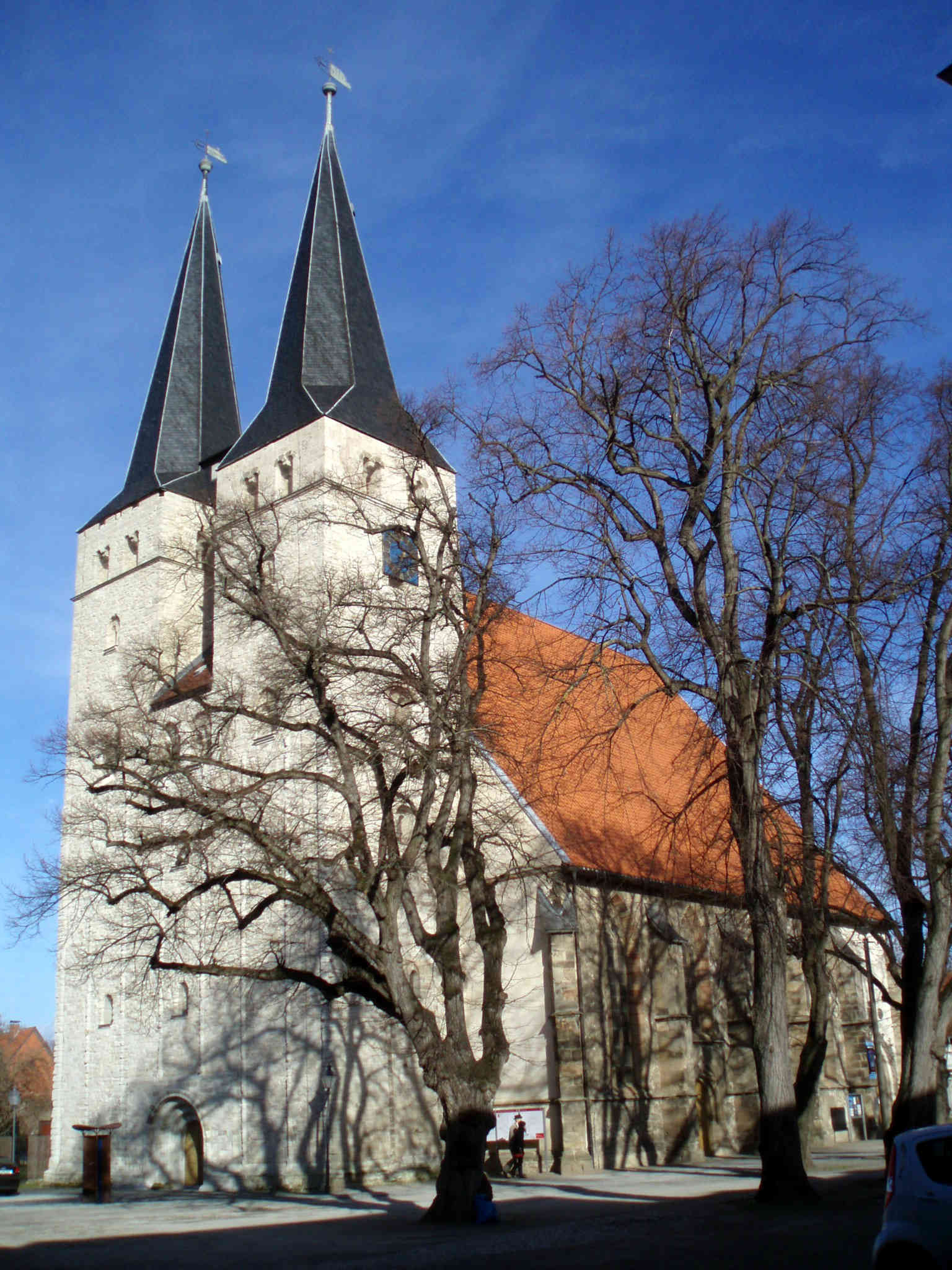
L'Èglise Sainte Etienne

Les chroniques de l'évêché d'Halberstadt rapportent que le lieu est mentionné pour la première fois vers l'an 780 dans un document relatant la guerre des Saxons de Charlemagne, quand il franchit la rivière Oker et fonde une église à un village du nom de Saligenstede. Cette église dédiée à saint Étienne était un centre missionnaire chez les Saxons païens, selon certaines sources sous l'égide de Hildegrin de Châlons. Vers l'an 804, le siège a été transféré à Halberstadt. Néanmoins, aujourd'hui les historiens partent de l'idée que ces rapports sont seulement liés aux écritures de l'évêque Hildiward d'Halberstadt du Xe siècle et ne sont étayées par une preuve matérielle déterminante.
En 974, l'empereur Otton II conférait aux évêques les droits de douane et de frappe de la monnaie à Seligenstadt en Saxe. Le nouveau nom d'Ostrewic est écrit pour la première fois en 1073 dans une correspondance entre l'archevêque de Brême et Hambourg Liemar et les évêques Hezilo de Hildesheim et Buchard II d'Halberstadt.
Au XVIIIe siècle et XIXe siècle, l'industrie du gant joue un rôle important. L'activité disparaît après la réunification.

## Jumelages
- Hornburg (Allemagne)
- Ardouval (France)
- Les Grandes Ventes (France)
- Lisses (France)
- Saint-Hellier (France)

## Personnalités liées à la commune
- Johann Georg Hermann Voigt (1769–1811), organiste et compositeur
- Gottlieb Bertrand (1775-1813), écrivain
- Albert Karl Ernst Bormann (1819–1882), philologue
- Wilhelm Hochgreve (1885–1968), écrivain
- Jürgen (1929-2000) et Klaus von Woyski (né en 1931), peintres
- Wolfgang Rauls (né en 1948), homme politique
- Ulrich-Karl Engel (né en 1950), homme politique
- Winfried Freudenberg (1956–1989), dernière victime du mur de Berlin